# Mörkahålkärret
Mörkahålkärret är ett naturreservat i Ödeshögs kommun i Östergötlands län.
Området är naturskyddat sedan 1998 och är 11 hektar stort. Reservatet omfattar våtmarker kring en bäck om avvattnar en damm.  Reservatet består av rikkärr och sumpskog med al och gran.